# Agathia siren
Agathia siren är en fjärilsart som beskrevs av Louis Beethoven Prout 1932. Agathia siren ingår i släktet Agathia och familjen mätare. Inga underarter finns listade i Catalogue of Life.